# Анијер ан Бесен
Анијер ан Бесен (фр. Asnières-en-Bessin) насеље је и општина у северној Француској у региону Доња Нормандија, у департману Калвадос која припада префектури Баје.
По подацима из 2011. године у општини је живело 59 становника, а густина насељености је износила 12,8 становника/km². Општина се простире на површини од 4,61 km². Налази се на средњој надморској висини од 50 метара (максималној 49 m, а минималној 12 m).

## Демографија
| 1962. | 1968. | 1975. | 1982. | 1990. | 1999. | 2011. |
| ----- | ----- | ----- | ----- | ----- | ----- | ----- |
| 76    | 91    | 91    | 74    | 61    | 55    | 59    |

График промене броја становника у току последњих година